# 日本論
《日本論》是一本分析日本文化的著作，由曾任孫中山秘書的中國國民黨元老戴季陶撰寫，於1928年首次發行。

## 簡介
戴季陶曾於日本留學，能操流利日語，並以秘書身份隨同孫中山訪問日本時擔任其日語繙譯。《日本論》是戴季陶以其中國人的角度，對明治維新至20世紀初期日本政治及文化發展之觀察而寫成。
《日本論》是近代學術界研究日本的重要參考著作之一。中國社會科學院研究員李兆忠為《日本論》2011年光明日報出版社版撰寫導讀，他認為，《日本論》對日本文化分析之透徹，與露絲·潘乃德《菊花與劍》相比，各有千秋。

## 内容
- 中國人研究日本問題的必要
- 神權的迷信與日本國體
- 皇權神授思想及其時代化
- 封建制度與佛教思想
- 封建制度與社會階級
- 日本人與日本文明
- 武士生活與武士道
- “町人”和“百姓”的品性
- “尊王攘夷”與“開國進取”
- “軍閥”與“財閥”的淵源
- 維新事業成功之主力何在？
- 現代統治階級形成的觀點
- 政黨的產生
- 板垣退助
- 國家主義與軍國主義
- 軍國主義的實質
- 中日關係與日本南進北進政策
- 桂太郎
- 秋山真之
- 昨天的田中中將
- 今天的田中大將
- 信仰的真實性
- 好美的國民
- 尚武、平和與兩性生活

## 書籍資料
因此書已進入公版，故坊間版本甚多。
繁體中文版
- 《日本論：在「反日」與「哈日」之間的經典論述》，中和出版，ISBN 978-9881588555 [2]
- 《日本論：一個外交家的日本風俗、政治、文化考》，不二家，ISBN 978-9869633512

簡體中文版
- 《日本論》，九州出版社，ISBN 7801951158
- 《日本論》，光明日報出版社，ISBN 978-7511211927
- 《日本論》，吉林出版集團，ISBN 978-7546355184

## 資料來源
1. 1 2  盧峯，看戴季陶的《日本論》 （页面存档备份，存于） 香港蘋果日報，2012年7月20日
2. ↑  .   [2012-11-08]. （原始内容存档于2019-02-07）.